# Ida de Herzfeld
Pour les articles homonymes, voir Herzfeld.

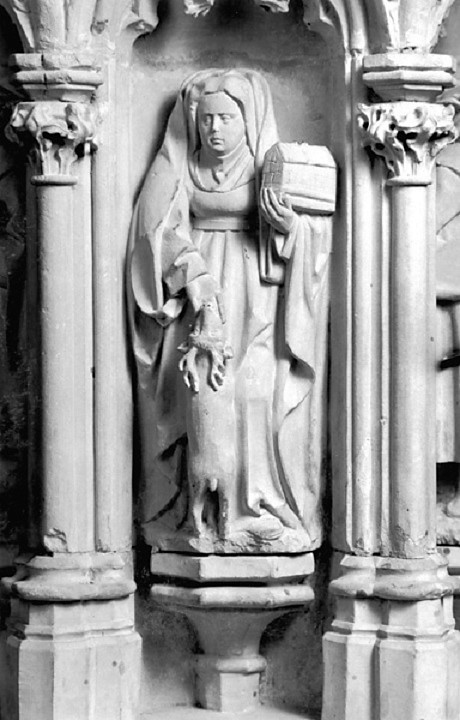
Ida de Herzfeld (fonts baptismaux sculptés) dans l'église Ste-Ida de Herzfeld.

Ida de Herzfeld, née vers 770 et morte le 4 septembre 825, est une bienfaitrice de l’Église, vénérée comme sainte par l'Église catholique.

## Ses origines
Si l'origine familiale d'Ida fait l'objet de nombreux débats, il est généralement admis qu'elle avait d'étroits liens de parenté avec la dynastie carolingienne.
Pour certains, Ida serait une fille de l'abbesse Théodrade de Soissons (sœur des abbés Adalard et Wala), donc une petite-fille de Charles Martel (par son fils Bernhard). Son père serait, dans cette hypothèse, le comte Thierry, fils du dernier des Mérovingiens Childéric III ; mais selon une autre version, Ida serait la fille de Carloman, frère de Charlemagne, et de la princesse Gerberge. Quoi qu'il en soit, Ida serait une petite-fille de Charles Martel, issue d'une branche cadette des Carolingiens.
Une troisième hypothèse l'exclut précisément, en avançant qu'Ida ne serait qu'une fille de la veuve de Carloman, Gerberge, et d'un comte franc inconnu.

## Hagiographie
Après ses fiançailles avec le duc saxon Ekbert, elle part en 786 pour la Westphalie, dans les environs d'Osnabrück. Les deux princes traversent la Lippe au fort d’Hirutveldun (vieux-saxon pour Hirschfelder) et campent sur l'autre rive. Au cours de la nuit, Ida a la vision d'un ange lui ordonnant de fonder une église en ce lieu. Bouleversée par cette apparition, elle met tout en œuvre pour fonder une mission et fonde ainsi la première paroisse catholique de la région de Münster : Herzfeld.
Ce voyage en Westphalie intervenait au beau milieu de la guerre entre les Saxons et les Francs. Ida prit les Saxons sous sa protection. Le cerf souvent représenté aux côtés d'Ida est une allégorie de la Saxe menacée par les Francs. Cet animal héraldique se retrouve dans les armoiries de Herzfeld.
Ekbert meurt en 811, et sa femme le fait inhumer dans la moitié sud de l'église, le sarcophage surmonté d'un porche, ou Ida passera le reste de son existence. Là, à proximité de l’autel, elle partage son temps entre la prière et l'administration de la paroisse. Le sarcophage de son époux servait, selon la tradition, de coffre pour les offrandes, distribuées aux pauvres deux fois par jour ; toutefois cette activité caritative n'est pas attestée historiquement.
Ida meurt à son tour le 4 septembre 825. Le porche surmontant son tombeau devient le premier sanctuaire chrétien de Westphalie. Une partie de ses ossements sera acheminée par la suite à l'Abbaye de Werden, devenue administratrice de l'église Sainte-Ida.
Une fille d'Ida, Ida la Jeune, épousera Asig, premier comte de Hesse.

## Vénération

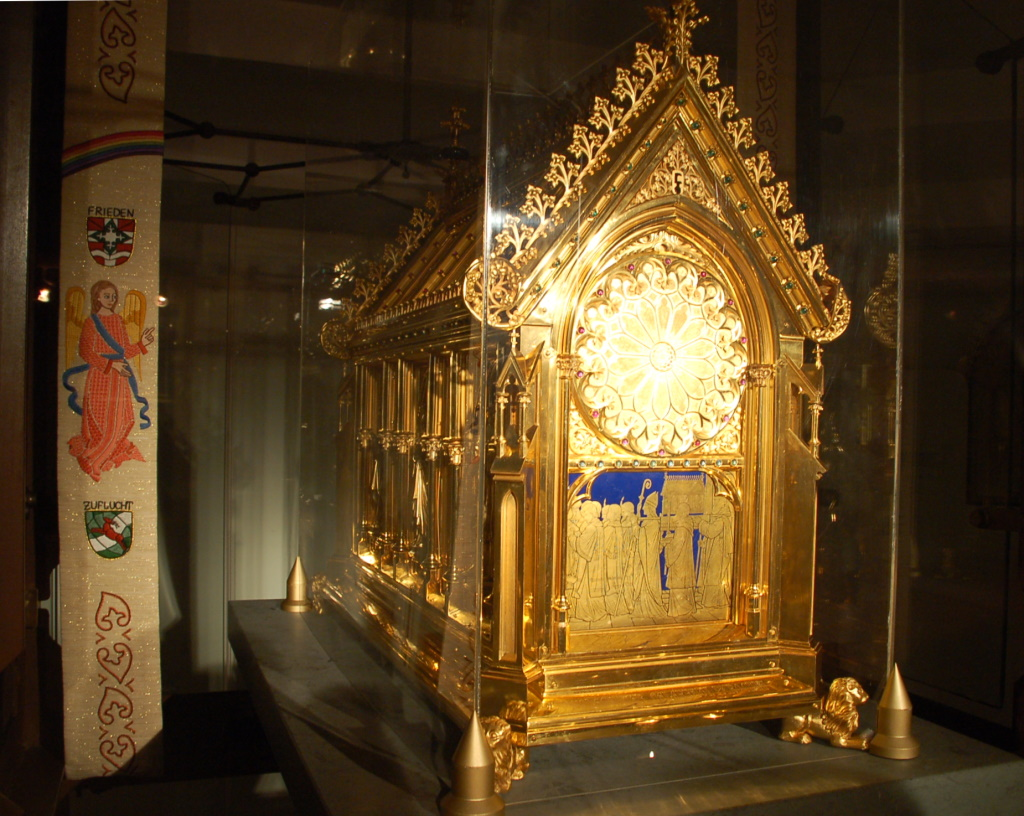
Châsse de Sainte-Ida dans la crypte de la basilique de Herzfeld (Westphalie ; cliché de 2008).

Le 26 novembre 980, l'évêque Dodon de Münster présente les reliques d'Ida à la vénération des fidèles sur l'autel à l'occasion de la translation de ses reliques. Un moine de l'abbaye de Werden, Uffing, a composé une hagiographie d'Ida (Vita sanctae Idae Hertzfeldensis) pour la cérémonie : comme tous les écrits médiévaux de ce genre, l'héroïne est présentée comme une élue de Dieu et sa vie édifiante est une Imitation du Christ plutôt qu'une biographie au sens moderne. L'humaniste Johannes Cincinnius compose vers 1517 une Vie de la sainte, Vita et sancta conversatio beatae Idae, qui s'appuie sur celle d'Uffing tout en proposant des conceptions sur le culte des saints caractéristiques de l'humanisme et du monachisme réformé propre à l'Allemagne avant la Réforme protestante. Cette Vie est conservée dans deux manuscrits.
Ce culte profane tourna ensuite à la légende.
Ida est fêtée par l’Église catholique le 4 septembre : c'est la patronne des affamés, des simples d'esprit et des pauvres. La crypte du sanctuaire de Sainte-Ida de Herzfeld (basilique mineure depuis octobre 2011) abrite son sarcophage, la châsse et ses reliques ainsi que quelques vestiges de l'église primitive. Le pèlerinage de Sainte Ida se poursuit de nos jours. Le foire de Sainte-Ida se tient tous les ans au mois de Septembre : les reliques de la sainte sont escortée par une procession à travers la ville et la cérémonie se conclut par une bénédiction.

## Hommages
Plusieurs fondations portent son nom à travers la Rhénanie-du-Nord-Westphalie : ainsi le Centre œcuménique Sainte-Ida dans le faubourg de Resser Mark à Gelsenkirchen, à Moers et dans le faubourg de Gremmendorf à Münster. Il y a une école primaire Sainte-Ida à Herzfeld et à Münster.